# Matthias Rillig
Matthias Christian Rillig (* 1968 in Speyer) ist ein deutscher Biologe mit dem Forschungsschwerpunkt Pflanzen- und Bodenökologie.

## Leben
Matthias Rillig studierte von 1989 bis 1992 an der Universität Kaiserslautern und Universität Edinburgh Biologie.  Er promovierte 1997 anschließend an der University of California, Davis bzw. an der San Diego State University bei Mike Allen über das Thema Effekte erhöhten atmosphärischen Kohlendioxids auf die Symbiose der arbuskulären Mykorrhizapilze. Als PostDoc arbeitete er von 1998 bis 1999 am Carnegie Institution of Washington. Ab 1999 war er  zunächst Assistant Professor und dann ab 2005 Associate Professor für mikrobielle Ökologie an der University of Montana. Seit 2007 ist er Professor am Institut der Biologie und Leiter der Arbeitsgruppe Ökologie der Pflanzen an der Freien Universität Berlin.
2021 wurde er Mitglied in der Deutschen Akademie der Naturforscher Leopoldina, 2022 Mitglied in der Academia Europaea.

## Forschungsbereich
Das vielseitige Forschungsgebiet von Matthias Rillig liegt im Bereich der Boden- und Pflanzenökologie, wo er sich unter anderem mit der Symbiose der arbuskulären Mykorrhizapilze mit Pflanzen und ihre Auswirkungen auf die Bodenaggregation  beschäftigt. In seiner stark angewachsenen Arbeitsgruppe wird auch Transport allelopathischer Substanzen über das Mycelium erforscht. Er untersucht auch Effekte anderer Bodenorganismen wie pflanzenpathogene Pilze auf Pflanzen und Pflanzengemeinschaften. Saprobische Pilze benutzt er als Modellsysteme, um ökologische Grundsätze zu testen. Daneben untersucht er die Auswirkungen von Pflanzenkohle und hydrothermisch karbonisiertem Material auf das Ökosystem Boden.

## Veröffentlichungen
Matthias Rillig ist Autor zahlreicher wissenschaftlicher Publikationen im Bereich der Boden- und Pflanzenökologie. Er ist seit 2004 Chefredakteur (Editor-in-Chief) der wissenschaftlichen Zeitschrift Pedobiologia und Herausgeber von Ecology und PLOS ONE.